# 1680 en littérature
| Années de la littérature : 1677 - 1678 - 1679 - 1680 - 1681 - 1682 - 1683    |
| Décennies de la littérature : 1650 - 1660 - 1670 - 1680 - 1690 - 1700 - 1710 |

Cet article présente les faits marquants de l'année 1680 en littérature.

## Événements
- 21 octobre : la Comédie-Française est fondée à Paris par la fusion des troupes de Molière et de l’Hôtel de Bourgogne[1].

- Fondation de la plus ancienne bibliothèque de prêt d’Écosse, l’Innerpeffray Library (en), près de Crieff[2].

## Parutions
- Nicolas Malebranche, Traité de la nature et de la grâce, Amsterdam, Daniel Elzevier, 1680 (présentation en ligne), mis à l'Index en 1690 après une controverse avec Antoine Arnauld[3].

- Madeleine de Scudéry, Conversations sur divers sujets, vol. 1, Paris, Claude Barbin, 16980 (présentation en ligne).
- Louise de La Vallière, Réflexions sur la miséricorde de Dieu : par une dame pénitente, Paris, Antoine Dezallier, 1680 (présentation en ligne), publication anonyme jusqu'à l'édition de 1712[4].

- César-Pierre Richelet, Dictionnaire françois, Genève, Jean-Herman Widerhold, 1680 (présentation en ligne).
- Jacob Spon, Histoire de la ville et de l'Estat de Genève, vol. 1, Lyon, Thomas Amaury, 1680 (présentation en ligne) vol. 2. Très favorable à la cause des Genevois, elle irrite le duc de Savoie et inquiète les autorités genevoises.

- Robert Filmer, Patriarcha : or, the natural power of kings, London, Walter Davis, 1680 (présentation en ligne), rédigé entre 1635 et 1648, traduit en français en 1991 sous le titre « Patriarcha ou du pouvoir naturel des rois »[5].
- John Bunyan, The Life and Death of Mister Badman, London, Nathaniel Ponder, 1680 (présentation en ligne).

## Décès
- 17 mars : François VI, duc de la Rochefoucauld, écrivain, moraliste et mémorialiste français (né en 1613)
- 26 juillet : John Wilmot, écrivain et libertin anglais (né en 1647).